# Diosma apetala
Diosma apetala är en vinruteväxtart som först beskrevs av Dümmer, och fick sitt nu gällande namn av I. Williams. Diosma apetala ingår i släktet Diosma och familjen vinruteväxter. Inga underarter finns listade i Catalogue of Life.